# Freiland bei Deutschlandsberg
Freiland bei Deutschlandsberg è una frazione di 153 abitanti del comune austriaco di Deutschlandsberg, nel distretto di Deutschlandsberg (Stiria). Già comune autonomo, il 1º gennaio 2015 è stato aggregato a Deutschlandsberg assieme agli altri ex comuni di Bad Gams, Kloster, Osterwitz e Trahütten.